# Foxtrot (gruppo criminale)
Foxtrot (nota anche come The Foxtrot network) è un'organizzazione criminale transnazionale con base in Svezia, ritenuta collegata al governo iraniano e da questo orientata per scopi terroristici.

## Storia
Emersa negli anni 2010, l'organizzazione - comandata dallo svedese di origini curde Rawa Majid - opera nel campo del traffico di armi e di stupefacenti, alla stessa sono attribuiti numerosi casi di omicidio e reati violenti sia in Svezia che all'estero.
Il gruppo, noto anche per il frequente ricorso al reclutamento di minorenni , è ritenuto responsabile di attacchi nei confronti di obiettivi ebraici, dissidenti iraniani in esilio ed interessi israeliani in Europa, sotto il coordinamento dei servizi segreti e dei pasdaran iraniani.
Dal 12 marzo 2025 Foxtrot è oggetto di sanzioni quale organizzazione criminale transnazionale da parte degli Stati Uniti d'America e dal 14 aprile 2025 da parte del Regno Unito.